# 25 Dywizjon Artylerii Ciężkiej
25 dywizjon artylerii ciężkiej (25 dac) – pododdział artylerii ciężkiej Wojska Polskiego II RP.
Dywizjon nie występował w pokojowej organizacji wojska. Został sformowany w sierpniu 1939 roku, w Poznaniu, przez 7 pułk artylerii ciężkiej z przeznaczeniem dla 25 Dywizji Piechoty. Razem z dywizjonem został zmobilizowany pluton taborowy nr 25.

## 25 dac w kampanii wrześniowej

### Mobilizacja
25 dywizjon artylerii ciężkiej typu II został zmobilizowany w ramach mobilizacji alarmowej w dniach 24-26 sierpnia w Poznaniu, w grupie żółtej w czasie od A+30 do A+36. Dywizjon był początkowo formowany w koszarach 7 pac w Poznaniu na Sołaczu, a następnie w Piątkowie. Mobilizacja dywizjonu przebiegła planowo, stawiennictwo rezerwistów oraz napływ mobilizowanych koni i wozów przebiegł bez większych zakłóceń. Gotowość marszową dywizjon osiągnął 26 sierpnia o godz. 18.00. Wystąpiły drobne braki w broni ręcznej i oporządzeniu. W jego skład weszły dwie trzydziałowe baterie: armat 105 mm i 155 mm haubic wz.1917. 27 sierpnia o godz. 10.00 udała się na dworzec kolejowy Poznań towarowy 1 bateria armat, została załadowana na podstawiony transport i odjechała o godz. 13.00 do Koła, gdzie przybyła o godz. 19.00. Po wyładowaniu podjęła nocny marsz 27/28 sierpnia w rejon Turka. 28 sierpnia po południu z Piątkowa wyruszyło na dworzec Poznań-Główny dowództwo dywizjonu z taborami i kolumną amunicyjną, a wieczorem 2 bateria haubic. Transporty dojechały do południa 29 sierpnia, a następnie cały dywizjon skoncentrował się w rejonie Turka wieczorem 29 sierpnia. Nocą 29/30 sierpnia 25 dac podjął marsz do Kalisza docierając tam rano 30 sierpnia. Zajął stanowiska wyczekiwania w rejonie Kalisza na wschodnim brzegu rzeki Prosny. 30 sierpnia od godz. 14.00 zwiady dywizjonowy i bateryjne, wyjechały w teren celem rozpoznania punktów obserwacyjnych i stanowisk ogniowych. 31 sierpnia w rejonie postoju 25 dywizjonu zatrzymano dwóch szpiegów niemieckich, których przekazano policji.

### Działania bojowe
1 września dywizjon zajął stanowiska ogniowe w Kaliszu i punkty obserwacyjne w rejonie Kalisza na wschodnim brzegu Prosny. Punkt obserwacyjny 2 baterii został ostrzelany przez niemiecki samolot, utracono rannego kanoniera i dwa konie. Nie mając styczności z nieprzyjacielem, w nocy z 3 na 4 września 25 DP opuściła Prosnę i podjęła marsz celem obsadzenia południowej części przedmościa Koło. Marsz w tym kierunku kontynuowano również 4/5 września, po mocno zatłoczonych drogach przez uchodźców cywilnych. O świcie osiągnięto Międzylesie koło wsi Władysławów na północ od Turka. Zgodnie z rozkazem dywizjon zajął stanowiska przy szosie Turek-Władysławów, gdzie był nieskutecznie bombardowany przez lotnictwo niemieckie. 25 dac pozostawał tam do 6 września, w godzinach popołudniowych wraz z 56 pułkiem piechoty podjął marsz, który kontynuował nocą 6/7 września do Uniejowa. 7 września o świcie dywizjon dotarł do mostu na Warcie w Uniejowie. Okolice przeprawy były ostrzeliwane przez artylerię niemiecką. Rzut bojowy dywizjonu przeprawił się bez strat. Tabory dywizjonu zostały skutecznie ostrzelane. Poległo 16 podoficerów i kanonierów, zostało rozbitych 5 wozów i utracono kilka koni. Po zebraniu dywizjonu kpt. Edmund Wołkowiński poprowadził 25 dac, za 56 pp przez most na Nerze w Dąbiu do rejonu wsi Grabów na wschód od Dąbia, gdzie zatrzymał się dywizjon na biwaku. W nocy 7/8 września rozkazem dowódcy 25 DP, 25 dac  wraz z dowództwem 25 pułku artylerii lekkiej przeszły do wsi Celinów, do dyspozycji dowódcy artylerii dywizyjnej 25 DP. Rano 8 września osiągnięto ten rejon. W nocy 8/9 września dokonano przemieszczenia w rejon  Łęczycy. Zadaniem 25 dac miało być wsparcie piechoty 25 DP, nacierającej na wzgórza Sokolniki, Adolfów. 9 września ok. godz. 14.00 w odległości 4 km na północ od Łęczycy dywizjon zajął stanowiska ogniowe, a punkty obserwacyjne na nasypie toru kolejowego Łęczyca-Kutno. 25 dac uczestniczył w półgodzinnym przygotowaniu artyleryjskim ataku, po którym o godz. 18.00 do natarcia przeszła piechota. Niemiecka artyleria usiłowała ostrzeliwać atakującą piechotę, 25 dac wyeliminował jedną z niemieckich baterii usytuowaną w łęczyckich ogrodach. Następnie zniszczył niemiecki punkt obserwacyjny na wieży kościoła w Tumie. O godz. 20.00 25 dywizjon wykonał nawałę artyleryjska na północny skraj Łęczycy, umożliwiając 69 pułkowi piechoty dalsze natarcie. Po zdobyciu Łęczycy 25 dac wsparł natarcie 29 pułku piechoty Strzelców Kaniowskich na Sierpów. W międzyczasie 25 dac zajął stanowiska w Topoli Szlacheckiej. Następnie dywizjon intensywnym ogniem wspierał ciężkie walki o folwark Sierpów 29 pp SK i batalionu II/56 pp o Leśmierz. Dalsze wsparcie udzielił całemu 56 pp w walce o lasek i cukrownię w pobliżu Leśmierza. 1 bateria armat wystrzeliła 256 pocisków. 10 września rano 25 dac rozwinął stanowiska ogniowe w Topoli Królewskiej, gdzie znalazł się pod ostrzałem artylerii niemieckiej. Od godz. 10.00 wspierał walki piechoty, wykorzystując punkty ogniowe w pobliżu Sierpowa. 11 września o świcie 25 dac zajął stanowiska ogniowe w rejonie wsi Tum Poduchowy. Z nowych stanowisk wspierał dalsze natarcie, na dwóch osiach ataku 56 pp na Czerchów i Ogród Miasto i 29 pp SK na Czerchów i Staszkowice. 2 bateria haubic odparła niemiecki patrol pancerny, który pojawił się przed jego pozycjami. Dywizjon wspierał szczególnie walki 56 pp o Czerchów. Wieczorem zszedł z dotychczasowych stanowisk ogniowych, aby w godzinach porannych 12 września zająć stanowiska ogniowa w rejonie folwarku Tymienica. Po zajęciu stanowisk ogniowych był ostrzeliwany przez artylerię niemiecką. Poniósł straty osobowe. Prowadził ognie wzbraniające na niemiecką piechotę, która prowadziła kontrataki. Ostrzeliwał również z mapy rejon Ozorkowa i samo miasto, w wyniku ostrzału niemieckiej artylerii poniósł stratę 1 poległego i dwa konie. Wspierał walki też 60 pułku piechoty w rejonie Wróblewa. Po godz. 22.00 dywizjon otrzymał rozkaz zwinięcia stanowisk ogniowych i marszu nocą 12/13 września przez Leśmierz, Ambrożew, Górę Świętej Małgorzaty, przez Zagaj i przeprawę przez Bzurę, do Ględzianówka.   
Rano 13 września zatrzymał się na postój w dworze Strzegocin. Nocą 13/14 września przemaszerował przez Kutno do rejonu miejscowości Szymanówka. O godz. 4.00 14 września przy młynie w Szymanówce stanął na postój. O godz. 5.00 dywizjon podjął marsz do Żychlina, po przybyciu baterie dywizjonu zatrzymały się tuż za miastem. Nocą 14/15 września 25 dac podjął marsz zatłoczonymi drogami przez Skrzeszewy, dwór Model, folwark Lenkowiec, do rejonu Luszyna, gdzie stanął na postój o godz. 10.00 w lesie na północ od miejscowości. Rozpoczęły się bombardowania lotnicze oddziałów 25 DP, w tym 25 dac. 1/25 dac utraciła w wyniku ataków lotniczych 4 poległych, 3 ciężko rannych żołnierzy i kilku lekko rannych oraz 7 koni. Nocą 15/16 dywizjon w składzie macierzystej dywizji pomaszerował ku Bzurze. 16 września osiągnął wieś Budy Iłowskie. Pod ostrzałem artylerii niemieckiej 25 dac zajął stanowiska ogniowe, 1/25 dac we wsi Pieńki, a 2/25 dac w Adamowej Górze. Pomimo zajęcia pod ostrzałem punktów obserwacyjnych przez dowódcę dywizjonu i dowódców baterii nad Bzurą. Z uwagi na ostrzał artylerii niemieckiej, nie udało się założyć sieci łączności dywizjonu. Dodatkowo stwierdzono oddziały niemieckie na północnym brzegu Bzury. Ok. godz. 10.00 w momencie zajmowania stanowisk ogniowych przez 1 baterię, w jej kierunku ruszyło natarcie 16 czołgów niemieckich. 1 bateria poniosła straty, od ostrzału czołgów poległo 5 kanonierów, 12 koni zostało zabitych, bateria utraciła jedną armatę 105 mm i dwa wozy amunicyjne. Pozostałej części 1/25 dac udało się wycofać. 2 bateria powiadomiona w porę o niemieckim natarciu, natychmiast zmieniła swoje stanowiska unikając strat. Zebrano 25 dywizjon i nocą 16/17 września wraz z 25 DP miał maszerować w kolumnie dywizji do Bzury, na przeprawę w okolicach Brochowa. 25 dac dopiero o świcie 17 września dołączył do kolumny 56 pp i II dywizjonu 25 pal, w rejonie Młodzieszyna. Kolumna maszerowała w kierunku folwarku Ruszki, gdzie dostała się pod ostrzał artylerii niemieckiej. Chcąc ominąć ostrzeliwany rejon, na rozkaz kpt. Edmunda Wołkowińskiego, dywizjon przemieszczał się na przełaj w kierunku folwarku Młodzieszyn. W pewnym miejscu maszerowano przez groblę, która okazała się całkiem zatarasowana od przodu. Dywizjon całkowicie na niej utknął. Około godz. 8.00 rozpoczął się nalot samolotów niemieckich, trwający nieprzerwanie do godz. 17.00. W trakcie jego trwania żołnierze dywizjonu rozbiegli się, ze stojącej nieruchomo kolumny, chroniąc się w promieniu kilku kilometrów. Samoloty niemieckie dokonały zniszczenia dwóch pozostałych armat 1 baterii, zabicia wszystkich koni zaprzęgowych i zniszczenia wozów taborowych. Po nalocie por. Antoni Ciembka zebrał kilkudziesięciu artylerzystów 25 dac. Odmaszerował z nimi przez Bzurę do Puszczy Kampinoskiej, skąd już z małą grupką przedarł się do Warszawy 23 września. Wraz z tymi żołnierzami dołączył do oddziału zbiorczego 25 pal, który nie uczestniczył już w walkach. Maszerująca z tyłu 2 bateria z uwagi na wierzby nieco osłaniające jej kolumnę, nie została zbombardowana. Jednak wkrótce była celem  ostrzeliwana przez samoloty niemieckie z broni pokładowej, ostrzał wybił wszystkie konie w baterii. Za zgodą dowódcy dywizjonu uszkodzono wszystkie haubice, które pozostawiono na grobli. Pozostałość 2 baterii nocą 17/18 września dotarła do Bzury i przeprawiła się na jej prawy brzeg. Pod ostrzałem niemieckim doszło do rozdzielenia się resztek dywizjonu. 2 oficerów i ok. 30 kanonierów wraz z kuchnią polową pomaszerowało do Wisły i wzdłuż niej przedzierała się w kierunku Warszawy. 19 września w rejonie Młocin dostała się do niemieckiej niewoli. Resztki 2 baterii i dowództwa dywizjonu pod dowództwem kpt. Edmunda Wołkowińskiego i por. Czesława Szczepaniaka, przedarły się do Puszczy Kampinoskiej, gdzie zostały zaatakowane przez niemiecki pododdział piechoty. W jego wyniku grupa żołnierzy 25 dac rozpierzchła się, a kpt. Edmund Wołkowiński został ciężko ranny i zmarł z ran 18 września 1939 roku. Żołnierze 25 dac w grupkach lub pojedynczo kierowali się do Warszawy.

## Obsada personalna dywizjonu
Dowództwo
- dowódca dywizjonu – kpt. Edmund Wołkowiński (27 VI 1897 - 18 IX 1939)[13]
- adiutant dywizjonu - ppor. rez. Józef Neterowicz
- oficer zwiadowczy - ppor. Józef Benthke
- dowódca kolumny amunicyjnej - ppor. rez. Bernard Wachowski
- dowódca 1 bateria armat – por. Antoni Ciembka (15 VI 1910 - ?)
  - oficer zwiadowczy -
  - oficer ogniowy - ppor. rez. Bernard Sowiński
- dowódca 2 baterii haubic – por. Czesław Szczepaniak (9 VIII 1906 - III 1973)[14], kpt. Kazimierz Szydłowski[15]
  - oficer zwiadowczy - por. Czesław Szczepaniak[15]
  - oficer ogniowy - ppor. Mieczysław Bilewicz